# Щолков, Василий Алексеевич
Василий Алексеевич Щолков (1809—1892) — генерал-лейтенант Русской императорской армии, начальник Императорского дворцового телеграфа.

## Биография
Василий Щолков родился в 1809 году, образование получил в Дворянском полку (Константиновское военное училище) и по окончании курса в 1829 году поступил на военную службу.
В 1831 году он принимал участие в военных действиях в польской войне, а спустя девять лет, в 1840 году, в чине капитана перешел на службу в телеграфное ведомство.
До 1850 года Василий Щолков занимал должность помощника 1-й дирекции Варшавской телеграфной линии, а затем был назначен начальником той же дирекции.
С 1854 по 1858 год он исполнял должность начальника электромагнитной телеграфической линии между Санкт-Петербургом и Варшавой, Петербургом и Кронштадтом, Императорским Зимним Дворцом и Петербургской станцией Московской (Николаевской) железной дороги.
С 1858 года он состоял начальником отделения Императорского дворцового телеграфа, а с 1863 года в течение двадцати лет был начальником последнего. За этот период времени Щолков в 1871 году произведен был в генерал-майоры, в 1877 году принял участие в Русско-турецкой войне и по окончании её получил чин генерал-лейтенанта (1879).
С 1883 года он был назначен состоять при Императорской главной квартире.
Василий Алексеевич Щолков скончался в Санкт-Петербурге 10 мая 1892 года. Похоронен на Смоленском православном кладбище вместе с Ольгой Михайловной Щолковой (31.05.1804 — 22.04.1889); с ними же погребён и сын, умерший в молодом возрасте гвардии ротмистр Алексей (04.04.1843 — 16.02.1876).
Его продолжительная и полезная служба была отмечена многими наградами: неоднократно он удостаивался монаршего благоволения и благодарности, имел несколько Высочайше пожалованных ему бриллиантовых перстней, в том числе один с вензелем Высочайшего имени; знаки беспорочной службы на XX и за L лет и много орденов, до ордена Белого Орла включительно.